# Kepler-1520
Kepler-1520 — звезда, которая находится в созвездии Лебедя на расстоянии примерно 1500 световых лет от Земли.
Вокруг звезды обращается, как минимум, одна планета.

## Звезда
Kepler-1520 представляет собой тусклый оранжевый карлик спектрального класса К4-К7 с массой и радиусом 0,7 и 0,67 солнечных соответственно. Светимость звезды не превышает 14 % солнечной. Эффективная температура поверхности звезды, как и у всех оранжевых карликов, составляет около 4200-4400 К.

## Исследования
В 2012 году астрофизики обнаружили периодические падения светимости у звезды Kepler-1520. Исследования с помощью космического телескопа Кеплер показали, что светимость звезды падает на 1,3 % в максимуме и на 0,2 % в минимуме. Эти промежутки повторяются с периодом 15.685 часов. Чаще всего такие затмения являются результатом того, что вокруг звезды обращается планета, которая во время транзита проходит по диску звезды, тем самым периодически уменьшая её светимость. От предположения, что Kepler-1520 входит в тесную двойную систему, учёные отказались.

## Планетная система
По данным телескопа Кеплера, период обращения планеты вокруг звезды составляет всего 15 часов
, что даже короче периода обращения планеты 55 Рака e вокруг своей звезды. Год на планете является одним из самых коротких, когда-либо обнаруженным в истории поиска экзопланет
. По расчётам астрономов, температура поверхности планеты составляет 2273 К (2000°С), что выше температуры плавления большинства металлов и минералов. Масса объекта составляет всего 10 % массы Земли, то есть немного превышает массу Меркурия. Сопоставив неравномерные падения светимости звезды, малую массу планеты и её высокую дневную температуру поверхности, астрономы пришли к выводу, что планета теряет вещество, оставляя за собой пылевой «хвост». Он предположительно состоит из оксида алюминия, пироксена и частиц испарившихся металлов. Моделирование показывает, что плотность пыли быстро падает с увеличением расстояния от планеты. Пыль, в дополнение к поглощению света непосредственно звезды, может вызвать значительное ослабление светимости, когда KIC 12557548 b выходит на плоскость звездного диска.

## Будущее
По расчётам астрофизиков, при нынешних темпах потери массы Kepler-1520 b теряет 1 земную массу каждый миллиард лет. Таким образом, планета должна полностью исчезнуть через 100 миллионов лет — очень небольшое по астрономическим меркам время.